# (53404) 1999 KX
1999 كي أكس (ويعرف أيضًا باسم (53404) 1999 كي أكس وفق تسمية الكوكب الصغير) (بالإنجليزية: 1999 KX)‏ هو كويكب ضمن حزام الكويكبات؛ وترتيبه 53404 من حيث الاكتشاف.
اكتُشف هذا الجُرم الفلكي بواسطة ماسح السماء كاتالينا في 17 مايو 1999.

## وصلات خارجية
- (53404) 1999 KX في قاعدة بيانات مختبر الدفع النفاث لأجرام النظام الشمسي الصغيرة

- الاكتشاف · مخطط المدار ·  العناصر المدارية · المعلمات المادية

- (53404) 1999 KX على موقع ويكي سكاي: DSS2, SDSS, GALEX, IRAS, Hydrogen α, X-Ray, Astrophoto, Sky Map, Articles and images